# 우회생산
우회생산(迂廻生産)은 토지나 노동 등 생산 요소의 전부를 직접적인 생활 자료, 즉 소비재의 생산에 쓰지 않고 그 일부를 궁극적인 목적과는 일단 떨어진 중간적인 생산재의 산업을 위하여 우회적으로 사용한 다음에 이 생산재의 협력을 얻어 최종적인 소비재의 생산을 증가시키는 생산 방법을 말한다. 맨손으로 매일 3마리의 물고기를 잡는 어부가 노동의 일부분을 들여 배와 그물을 만들면 그 도움으로 매일 30마리의 물고기를 잡을 수 있다는 로셔(W. G. F. Roscher, 1817년 ~ 1894년)의 우화는 우회생산의 원리를 가장 요소적인 형태로 설명한 것이다.